# Keiko Fujimori
Keiko Sofía Fujimori Higuchi, nota anche con lo pseudonimo di Señora K (藤森 恵子 (Fujimori Keiko?); Lima, 25 maggio 1975), è una politica peruviana.

## Biografia e percorso politico

### Infanzia e studi
Figlia dell'ex presidente e dittatore Alberto Fujimori e dell'ex congressista della Repubblica Susana Higuchi, frequenta la scuola "Sagrados Corazones Recoleta" insieme ai suoi fratelli Sachi, Hiro e Kenji, concludendola nel 1992. L'anno seguente si trasferisce a New York dove incomincia i suoi studi universitari all'Università Statale di New York, per terminarli nel 1997 presso l'Università di Boston con la laurea in amministrazione d'azienda. Nel 2006 ottiene una specializzazione in amministrazione d'azienda alla Columbia Business School.

### Prima dama
Nell'agosto del 1994, dopo il divorzio dei suoi genitori, diventa la prima dama della nazione a 19 anni, la più giovane in tutta la storia d'America. Ha svolto tale ruolo dall'aprile del 1994 al novembre del 2000. Come prima dama della nazione Keiko Sofìa assume anche la presidenza della Fondazione per i bambini del Perù e la Fondazione Peruviana Cardioinfantile. Nell'anno 2000 gestì, a livello nazionale, la costruzione di diverse case famiglia per bambini e la prima sala di Terapia Intensiva Cardiovascolare pediatrica. Inoltre ha partecipato a centinaia di campagne sociali i cui risultati l'hanno portata a ricevere nell'anno 2000 l'ordine "Bernardo O'Higgins", la più alta, con decorazione, che uno straniero può ricevere dal governo cileno, in riconoscimento al suo lavoro sociale. Di conseguenza, Keiko partecipa a diverse riunioni internazionali come la Conferenza di Mogli di Capi di Stato e di Governo in Polonia, Canada e Cile. 

### Carriera politica indipendente
Terminata la carica di prima dama, ottiene un MBA alla Columbia University, dopodiché lavora negli Stati Uniti. In quegli anni Keiko Fujimori decise di lasciare la politica attiva e, con alcuni amici, intraprese diverse iniziative commerciali. Diede così inizio a un'attività di esportazione di medicine tradizionali, come il Maca e l'Unghia di Gatto, e la vendita di prodotti di aromaterapia nel mercato peruviano. Alcune indagini fiscali, legate al processo di estradizione di suo padre dal Cile, non hanno dato alcun esito. Fujimori assume il ruolo di leader del gruppo fujimorista nell'aprile del 2006 e viene eletta congressista della Repubblica.
Come congressista e leader del gruppo fujimorista, Keiko difende l'azione politica del padre. Nel 2010 fonda il suo partito politico Fuerza 2011, poi divenuto Forza Popolare. Sconfitta al ballottaggio da Ollanta Humala alle elezioni presidenziali del 2011, ha ritentato la corsa per la presidenza della Repubblica alle elezioni presidenziali del 2016, venendo nuovamente sconfitta, stavolta da Pedro Pablo Kuczynski, e nel 2021 da Pedro Castillo.

### Vicende giudiziarie
Nel 2018 è indagata e arrestata per finanziamento irregolare alla sua campagna elettorale. La Corte Costituzionale ha prima ridotto, il 12 settembre 2019, la sua custodia cautelare da 36 a 18 mesi; poi, il 25 novembre 2019, ha dichiarato fondato il ricorso contro la privazione di libertà in pendenza del processo disponendone l'immediata scarcerazione. Il 29 gennaio 2020 la giustizia peruviana ha ordinato nuovamente il carcere preventivo per 15 mesi. Il 1 maggio 2020 il tribunale d’appello peruviano dispone la scarcerazione su cauzione.

### Controversie
Polemica sul pagamento del suoi studi
Nel 2001, l'ex consigliere presidenziale e capo dei servizi segreti peruviani, Vladimiro Montesinos, ha affermato che gli studi di Keiko Fujimori a Boston sono stati pagati con fondi dei servizi segreti.
Scandalo Panama Papers
Nel 2016 da documenti trapelati dallo scandalo Panama Papers appaiano alcuni nomi vincolati a collaboratori di Keiko Fujimori.

## Vita privata
Nel 2004 si è sposata con Mark Vito Villanella, un cittadino statunitense che, dopo il matrimonio con Fujimori, ha acquisito la cittadinanza peruviana. La coppia ha due figlie: Kyara Sofía, nata nel 2007 e Kaori Marcela, nata nel 2009. Fujimori e Villanella hanno divorziato nel 2022.